# Подкопаева, Лилия Александровна
Ли́лия Алекса́ндровна Подкопа́ева (укр. Лілія Олександрівна Подкопаєва; род. 15 августа 1978, Донецк) — украинская гимнастка, заслуженный мастер спорта Украины (1994), судья международной категории.
Обладательница Кубка Европы (1995), 45 золотых, 21 серебряной и 14 бронзовых медалей. Абсолютная чемпионка мира по спортивной гимнастике (1995), чемпионка Европы (1996), Олимпийская чемпионка Игр в Атланте (1996).

## Биография
Родилась 15 августа 1978 года в Донецке.
Мать — Нина Яковлевна. Родители разведены. Бабушка Эвелина Михайловна привела Лилю в 5 лет в гимнастический зал общества «Динамо» в Донецке. Начала заниматься спортивной гимнастикой с раннего детства. С 5 до 8 лет проводила по три обязательные ежедневные тренировки.
Лилия Подкопаева училась в Донецкой общеобразовательной школе № 3.
В апреле 1993 года Подкопаева выступала на чемпионате мира по спортивной гимнастике в Бирмингеме, Англия. Она вышла в финал, но потерпела крах с первой попыткой и финишировала последней со счетом 8,893. На чемпионате мира 1994 года в Брисбене, Австралия, она заняла шестое место в многоборье со счетом 38,942. В финале она заняла восьмое место, набрав 9,424; пятое на брусьях, набрав 9,350; и второе на бревне, набрав 9,737. В ноябре 1994 года на командном чемпионате мира в Дортмунде, Германия, она набрала общий балл 38.099 , благодаря чему привела к пятому месту украинскую команду.
В следующем году Подкопаева участвовала в чемпионате мира 1995 года в Сабае, Япония. Она помогла Украине занять пятое место и подготовить полноценную команду к Олимпийским играм 1996 года. Подкопаева затем выиграла многоборье со счетом 39.248. В финальных соревнованиях она заняла первое место (9,781), второе — на бревне (9,837) и седьмое — на полу (9,087).
В начале 1996 года Подкопаева получила серьёзные травмы, когда на она упала на тренировке, сломав два ребра. Однако в мае того же года она участвовала в чемпионате Европы в Бирмингеме, где помогла сборной Украины занять третье место и победила в многоборье с результатом 39,205. В финальных соревнованиях она заняла третье место на бревне (9,756).
В июле 1996 года Подкопаева участвовала в летних XXVI Олимпийских играх 1996 года в Атланте, штат Джорджия, где завоевала две золотые медали — в абсолютном первенстве и вольных упражнениях. Один из её элементов — двойное сальто вперёд с поворотом на 180° — до сих пор никто из спортсменов не может повторить, даже мужчины. Она была четвёртой гимнасткой, выигравшей олимпийский титул в качестве действующего чемпиона мира, и единственной гимнасткой, которая выиграла многоборье без завоевания командной медали. Она также была последней гимнасткой, выигравшей многоборье и финальную золотую медаль до Симоне Байлс в 2016 году.
Изначально Подкопаева намеревалась продолжить соревнования после Олимпийских игр 1996 года, и она была включена в состав сборной Украины на чемпионате мира 1997 года. Однако травмы заставили её не участвовать в соревнованиях, а затем уйти из спорта.

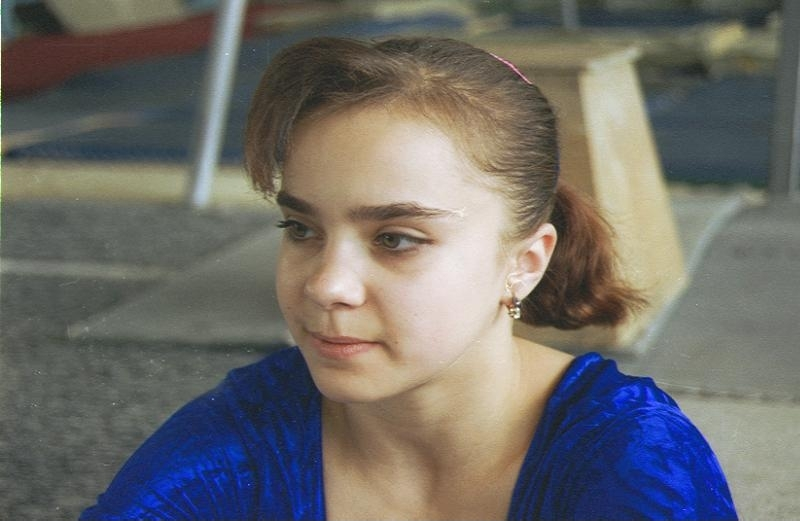
Лилия Подкопаева во время тренировок, 2000 год

В 2001 году окончила национальный университет физического воспитания и спорта. Затем училась в Донецкой государственной академии управления.
В 2002 году Подкопаева организовала регулярный турнир своего имени «Золотая Лилия» с участием художественных и ритмичных гимнасток, акробатов и танцоров.
В 2005 году Подкопаева стала послом доброй воли ООН по ВИЧ/СПИДу на Украине. Она также является послом Совета Европы по спорту, толерантности и честной игре.
Награждена Почётным знаком отличия Президента Украины (1995), крестом «За мужество» (1996), орденом «За заслуги» ІІ ст. (2002), орденом княгини Ольги III ст. (2009), Почётной грамотой Кабинета Министров Украины (2003), орденом Святого Станислава.
В 2006 году Укрпочта выпустила почтовую марку Украины, на которой изображена Лилия Подкопаева. В 2008 году к тридцатилетию гимнастки ООН выпустила почтовую марку США, на которой изображена Лилия Подкопаева.

### Личная жизнь

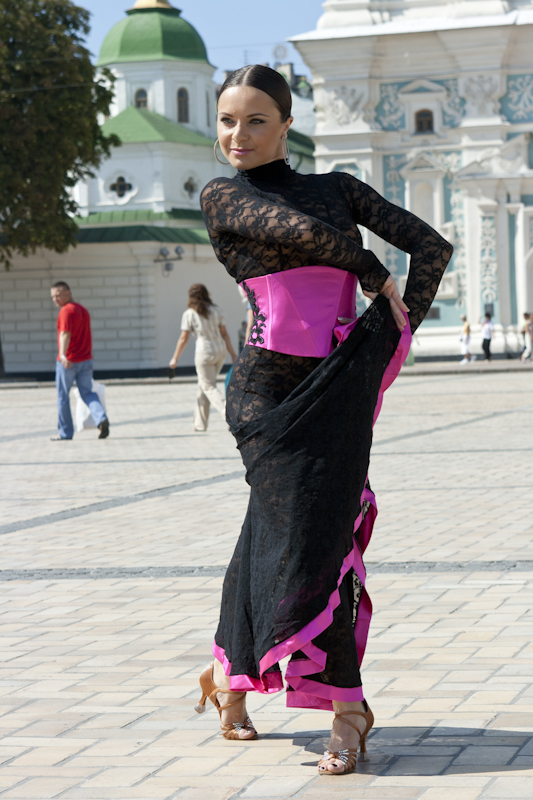
Подкопаева в 2008 году

Бывший муж (с 25 декабря 2004 по январь 2009) Тимофей Нагорный — бизнесмен, организатор спортивных шоу, директор компании «Спорт-сервис», сейчас продюсер Мики Ньютон, прожили вместе 7 лет (2002—2009). Свадьбу Подкопаевой и Нагорного вели: Мария Ефросинина, Михаил Турчинский и Дмитрий Оскин. Их поздравляли Иосиф Кобзон, Таисия Повалий, Вадим Писарев, Святослав Вакарчук, Янa Клочковa, Светланa Хоркинa, Алекceй Немов, Татьянa Гуцу, Екатеринa Серебрянская и др.. Свидетельницей со стороны Лилии была Ани Лорак.
Приёмный сын Вадим Нагорный (род. 27 ноября 2005). Его усыновили 13 июля, а забрали из интерната 31 июля 2006 (его снимали в клипе Алины Гросу)
Дочь Каролина Нагорная (род. 10 ноября 2006) названа в честь своей крёстной Ани Лорак).
Дети с 3 лет занимаются гимнастикой, иностранными языками и танцами.
19 сентября 2019 года родилась дочь.

## Телевидение
В 2007 году Лилия победила на украинской версии проекта «Танцы со звездами». В паре с Сергеем Костецким в сентябре 2008 года, представила Украину на Танцевальном Евровидении 2008, где они заняли 3 место.
В июне 2011 года начались съёмки спортивно-развлекательного шоу «Я — герой!», под Севастополем, ведущими стали: Лилия Подкопаева, Сергей Притула и Александр Педан, выпуски которого были показаны осенью на Новом канале.

## Фильмография
| Год       |   | Название          | Роль                                                  |
| --------- | - | ----------------- | ----------------------------------------------------- |
| 2005—2006 | с | Леся+Рома         | камео                                                 |
| 2007      | с | Держи меня крепче | Лилия Подгорская — участница проекта «Звездные танцы» |

## Государственные награды
- Почётный знак отличия Президента Украины (21.12.1995)[38]
- Знак отличия Президента Украины крест «За мужество» (07.08.1996)[39]
- Орден «За заслуги» ІІ степени (29.11.2002)[40]
- Почётная грамота Кабинета Министров Украины (13.08.2003)[41]
- Орден княгини Ольги III-й степени (16.01.2009)[42]